# Chirilovca, Briceni
Chirilovca (Chirilăuca) este un sat situat în nordul Republicii Moldova, în Raionul Briceni. Aparține de comuna Halahora de Sus.

## Demografie

### Structura etnică
Conform recensământului populației din 2004, satul avea 10 locuitori: 9 ucraineni și 1 moldovean/român.